# One Shot (film)
One Shot er en dansk spillefilm fra 2008, skrevet og instrueret af Linda Wendel. I filmen medvirker Mille Lehfeldt, Karen-Lise Mynster og Jesper Christensen i de eneste roller. Med sin varighed på 78 minutter, blev filmen optaget i et skud (deraf navnet One Shot) i et hus på Møn. Linda Wendel, Jesper Christensen og skuespilleren Ulrich Thomsen var producenter på filmen.

## Handling
Filmen handler om en søndag morgen, hvor webcam-pigen Sally, med en pistol medbragt, opsøger sin mor i hendes hus på Møn, fordi hun vil have moderen til røbe sin hemmelighed om, hvem der er Sallys far. Da hun ankommer til huset ligger hendes mor og har samleje med sin elsker, og i løbet af plotttet udspiller der sig så et psykologisk spil, hvor de tre personer flere gange skifter roller. Sallys medbragte pistol, som titlen også refererer til, får ligeledes sin rolle.

## Anmeldelser
Filmen fik blandede anmeldelser. Filmen fik tildelt  5 stjerner i Filmmagasinet Ekko og 4 stjerner af Berlingske Tidende, OnFilm, og Cinemazone.[kilde mangler] Berlingske gav Mille Lehfeldt specielt ros for hendes rolle: 
| Citat | ..Mille Hoffmeyer Lehfeldt først skaber en fuldstændig overbevisende figur for derefter at dekonstruere den og afsløre figurens sande udseende bag en kunstigt skabt facade. Det er en både barsk og bevægende samt helt formidabel præstation. | Citat |
|       | |       |

[kilde mangler]
Ekstra Bladet valgte kun at give 3 stjerner og konkluderede filmen som 
| Citat | ...et familiedrama på lavbudget, som ikke tilføjer noget nyt eller anderledes til talrige andre fortællinger. | Citat |
|       | |       |

[kilde mangler]